# Mindy McCready (album)
Mindy McCready è il quarto album della cantante country statunitense Mindy McCready, album pubblicato nel 2002 su etichetta discografica Capitol Records.
L'album contiene 11 brani, nessuno dei quali "firmato" dalla McCready.

## Tracce
1. Maybe, Maybe Not – 3:38 (Mila Mason)
2. Lips Like Yours – 3:52 (Alex Call - Bobby Whiteside)
3. Lovin' Your Man – 3:54 (Steve Booker - Robin Lerner)
4. Be With Me – 3:51 (Stephanie Bentley - George Teren)
5. The Fire – 3:12 (Leslie Satcher)
6. Scream – 3:38 (Helen Darling - Jenai)
7. I Just Want Love – 3:44 (Jim Daddario - Aaron Sain)
8. Don't Speak – 4:12 (Steve Mandile - Phil Vassar - Julie Wood)
9. I Feel Your Hand – 4:00 (Jennifer Hicks)
10. You Get to Me – 3:32 (Brett James - Troy Verges)
11. Tremble – 3:50 (Brett James  - Holly Lamar)